# Estaciones ferroviarias terminales de Bilbao
La villa de Bilbao, capital de la provincia de Vizcaya, al norte de España, cuenta en la actualidad con tres estaciones terminales de ferrocarril de larga distancia —antaño fueron siete—, además de las distintas estaciones de cercanías y metro de la ciudad. Las infraestructuras son propiedad de dos empresas públicas distintas. 

## Estación de Abando Indalecio Prieto

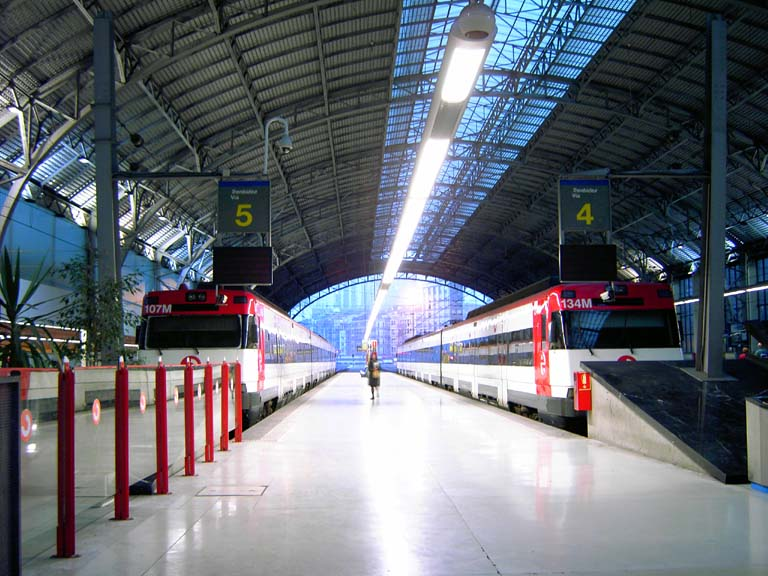
Andenes 4 y 5 de Abando Indalecio Prieto

Aunque durante muchos años Bilbao-Abando ha sido la denominación oficial de la principal terminal de la villa, con la llegada del PSOE al Gobierno de España, su nombre fue cambiado a estación de Abando Indalecio Prieto. Sin embargo, por ahora esta denominación es más simbólica que práctica, ya que popularmente se sigue denominando Bilbao-Abando (o simplemente Abando); dicha denominación es, de hecho, utilizada todavía hoy por Renfe Cercanías en Bilbao dentro de su plan de líneas. Antiguamente se denominaba popularmente estación del Norte debido a la compañía que la fundó, la Compañía de los Caminos de Hierro del Norte de España.
La estación es propiedad del Adif. Aparte de los servicios de larga distancia que ofrece Renfe, se ofrecen hasta tres líneas de cercanías, también operadas por Renfe. Tras el cierre de la estación de Bilbao-La Naja por la construcción de la Variante Sur Ferroviaria, los entonces tres servicios de cercanías de la compañía en Vizcaya se centralizaron en esta estación.
La estación cuenta con aparcamiento y un centro comercial Vialia. Posee conexión directa con el metro de Bilbao y la adyacente estación de Bilbao Concordia, también propiedad del Adif, que ofrece servicios de cercanías y regionales.
El proyecto de reforma prevé soterrar esta estación, así como integrar la Concordia en ella, para poder albergar así el AVE y integrar las cuatro líneas de cercanías, creando así la primera estación en la Península con tres anchos diferentes.

## Estación de Bilbao Concordia

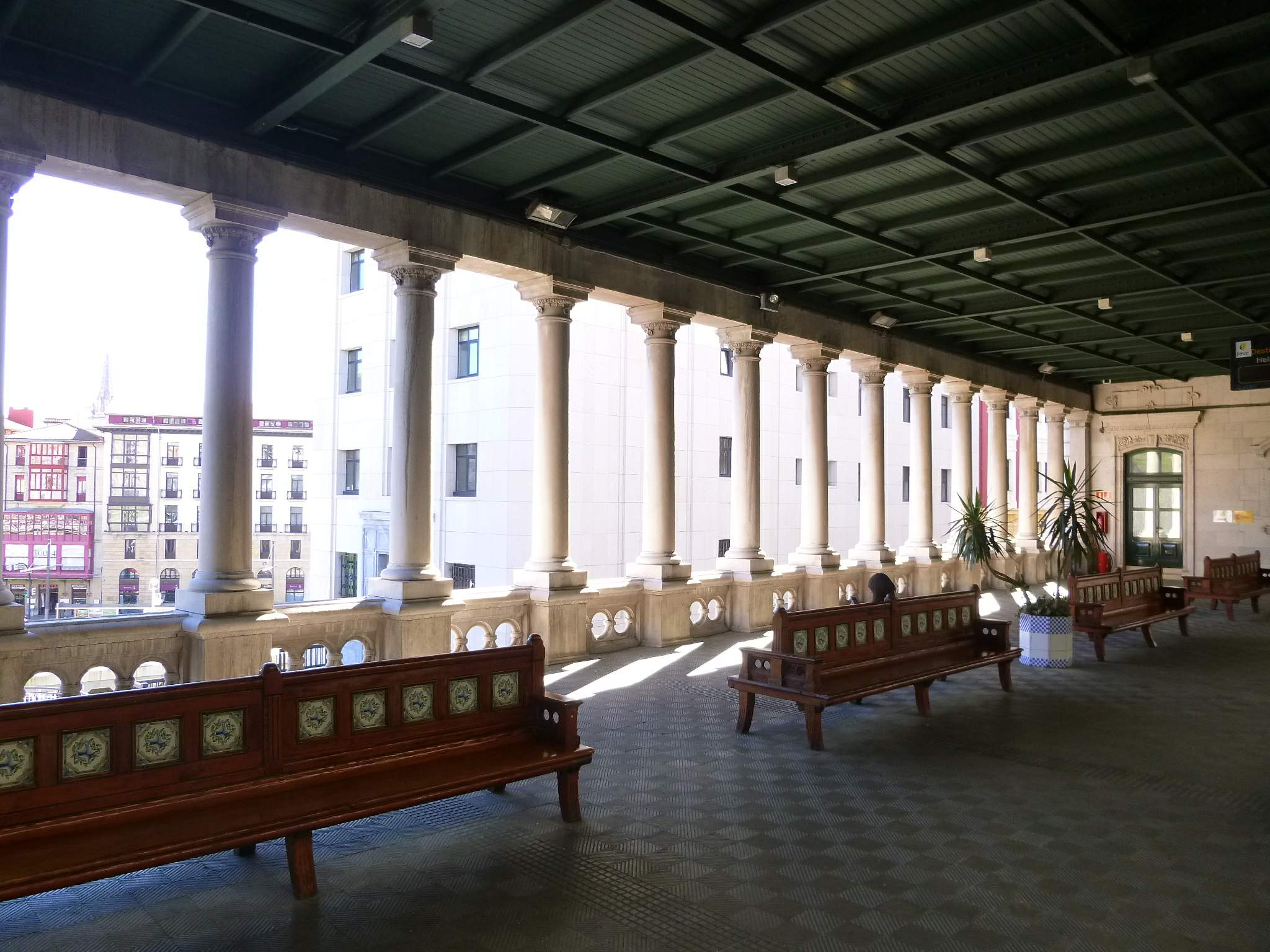
Vista al Arriaga, al otro lado de la ría, desde el interior de la estación de la Concordia

Propiedad de Adif, la estación conecta la capital vizcaína con la ciudad cántabra de Santander. Además de esto, posee la cuarta línea de cercanías con Valmaseda, la , que recorre la comarca de Las Encartaciones, pasando por localidades como Sodupe, Güeñes o Zalla, y la , que se bifurca hacia el Valle de Carranza. 
Esta estación es también origen del mítico tren de La Robla, que unía esta localidad leonesa con Bilbao. En el pasado fue utilizado para transportar el mineral de las minas de León a la potente industria siderúrgica bilbaína. En la actualidad, es un recorrido turístico digno de vivir para los amantes del ferrocarril.
El proyecto de reforma prevé integrar esta estación en la nueva estación de Abando, dejando la Concordia para usos comerciales, deshaciendo así la histórica separación entre los servicios de ancho métrico e ibérico.

## Estación de Atxuri

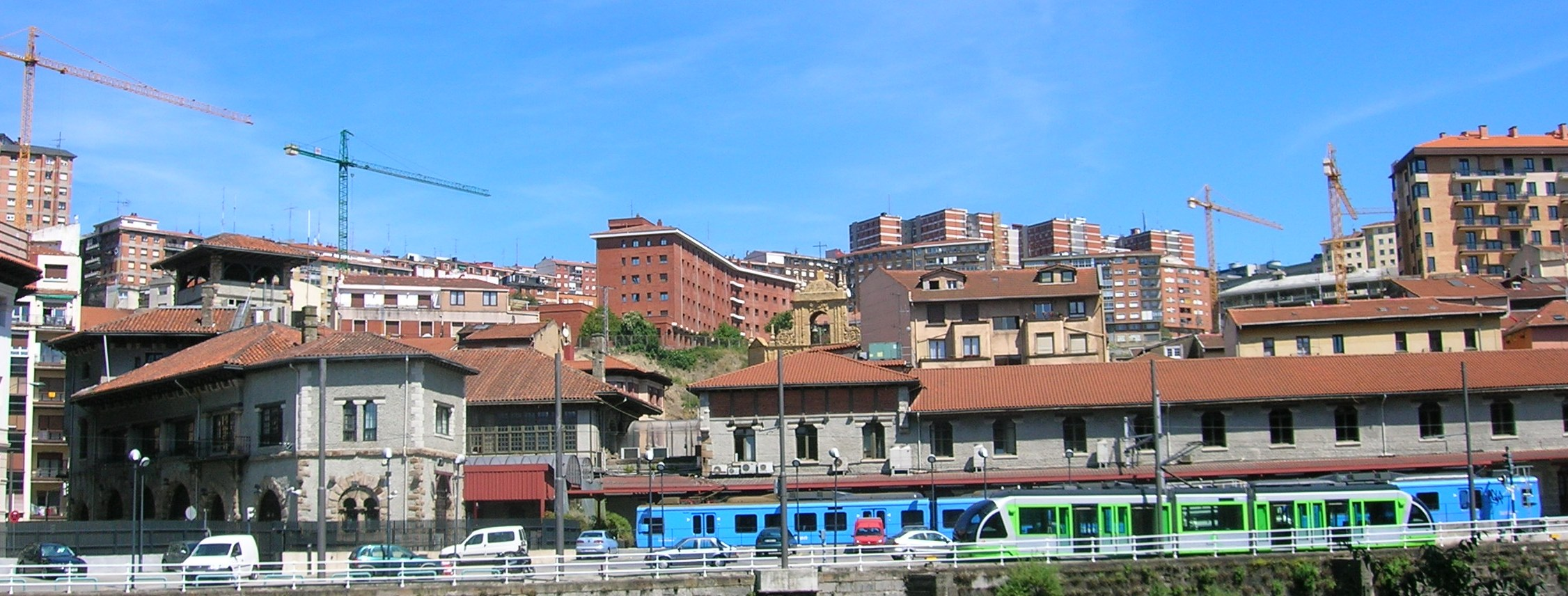
Exterior de la estación de Atxuri.

Estación terminal propiedad de la Red Ferroviaria Vasca, dependiente del Gobierno Vasco, en la que tradicionalmente iniciaban y terminaban los trayectos los servicios de cercanías prestados por Euskotren. En la actualidad, solo ofrece (en su fachada) servicios del tranvía de Bilbao.

## Otras estaciones terminales
- Bilbao-La Naja, antigua estación para las líneas C-1 y C-2 de Renfe, situada bajo La Concordia.
- Matiko, estación terminal de las líneas L3, E1 y E4, aunque la estación no es una terminal en sí misma ya que las vías continúan hacia Lezama y Lutxana.
- Bilbao-Aduana, antigua estación de Mercancías y del Ferrocarril de Bilbao a las Arenas.
- Bilbao-Calzadas, estación de término de la vía del Txorierri, situada en la actual de Casco Viejo y es hoy el Museo Vasco de Arqueología.